# Angrist
Angrist (traducido como «cortahierro» o «hendedor del hierro» del sindarin) es el nombre dado a un cuchillo que pertecenece al legendarium creado por el escritor británico J. R. R. Tolkien y que aparece en su novela póstuma El Silmarillion. Fue fabricado por el enano Telchar para el elfo Curufin, aunque más tarde le sería arrebatado a este por Beren.
Su breve historia es contada tan solo en un capítulo de la novela, «De Beren y Lúthien», y ya estaba elaborada casi por completo desde 1930, cuando J. R. R. Tolkien escribió la primera versión de texto conocido como Quenta Silmarillion.

## Historia
Angrist fue fabricado por uno de los herreros más renombrados entre los enanos, Telchar, del reino y ciudad de Nogrod, a petición del quinto hijo de Fëanor, Curufin.

«Ese cuchillo había sido hecho por Telchar de Nogrod y atravesaba el hierro como si fuera madera verde».
«De Beren y Lúthien» en El Silmarillion, de J. R. R. Tolkien.

De camino a la fortaleza de Angband y con el fin de recuperar uno de los Silmarils engarzados en la corona del vala Morgoth para el rey Thingol, su hija Lúthien y su amante, Beren, fueron asaltados por Curufin y su hermano Celegorm. No obstante, gracias a la ayuda del perro Huan, los dos elfos huyeron y Beren le arrebató Angrist a Curufin. 
Poco después, ya en la fortaleza de Morgoth, Lúthien durmió al vala mediante un hechizo musical y Beren usó a Angrist para arrancarle uno de los Silmarils de la corona. La codicia que despertaban las joyas hizo que Beren tratará de quitarle los dos Silmarils restantes, pero, al no ser ese su destino, el cuchillo se partió y uno de los fragmentos de la hoja cortó a Morgoth en la mejilla, despertándole y provocando así la huida de la pareja.

## Etimología
El nombre Angrist está compuesto en la lengua élfica sindarin y se puede traducir como «cortahierro» o «hendedor del hierro»:
- Ang-: significa «hierro».
- -rist: deriva de la raíz kris-, que a su vez deriva de kir- («cortar», «hender»).[4]

## Creación y evolución
En 1930 J. R. R. Tolkien reescribió y amplió un resumen de su legendarium al que había llamado «Esbozo de la mitología», titulando al nuevo manuscrito Quenta. En éste aparece por primera vez Angrist y su historia es la misma que en la versión definitiva, pero aún no tiene nombre y tan solo es llamado «el cuchillo de Curufin»; además el texto no especifica que su creador sea Telchar, sino los enanos en general.
Alrededor de 1937, cuando fue publicada la novela El hobbit, J. R. R. Tolkien volvió a revisar y ampliar el Quenta, llamándolo ahora Quenta Silmarillion. Esta narración es la más similar a la que aparece en El Silmarillion publicado y ella ya hace referencia al nombre de Angrist y a Telchar como su creador.